# Hiện tượng quan sát thấy UFO ở Ấn Độ
Đây là danh sách những trường hợp được cho là đã nhìn thấy vật thể bay không xác định hoặc UFO ở Ấn Độ.

## Thời tiền sử
- Những bức tranh hang đá thời tiền sử liên quan đến Ấn Độ giáo được tìm thấy tại Charama, huyện Kanker bang Chhattisgarh mô tả hình người mặc bộ quần áo tương tự như đồ phi hành gia ngày nay và những hình vẽ tương tự như đĩa bay, mỗi chiếc đều có ăng-ten giống như quạt và lộ ra đế ba chân.[1]

## 1951
- Ngày 15 tháng 3, khoảng 10 giờ 21 phút sáng tại New Delhi, các thành viên của câu lạc bộ bay đã nhìn thấy một vật thể hình điếu xì gà trên bầu trời dài khoảng một trăm feet. UFO lơ lửng một lúc rồi biến mất khỏi tầm nhìn của mọi người.[2]

## 2004
- Ngày 24 tháng 9, một nhóm nhà khoa học ở Samudra Tapu đã phát hiện ra một vật thể màu trắng trông giống như "người tuyết" trên đỉnh một sườn núi liền kề vào khoảng 6 giờ 45 phút sáng. Tờ India Today suy đoán rằng UFO này có thể là "máy bay không người lái do thám từ bên kia biên giới" hoặc "khí cầu do thám".[3]

## 2007
- Vào ngày 29 tháng 10, một vật thể chuyển động nhanh được phát hiện ở góc 30° đường chân trời phía đông tại Đông Kolkata trong khoảng thời gian từ 3 giờ 30 phút đến 6 giờ 30 phút sáng và được quay bằng máy quay video. Hình dạng của nó chuyển từ hình cầu sang hình tam giác rồi thành đường thẳng. Vật thể phát ra ánh sáng rực rỡ tạo thành một quầng sáng và tỏa ra nhiều màu sắc. Người dân địa phương đã phát hiện ra vật thể này và hàng trăm người bèn tụ tập dọc theo Đường vòng E.M. để được nhìn thoáng qua UFO này đến nỗi gây ra hiện tượng cuồng loạn. Đoạn video nêu trên được phát hành trên kênh TV News rồi sau mới chiếu lại cho Giám đốc Cung thiên văn MP Birla, Kolkata là Tiến sĩ D P Duari khiến cho vị này phải thốt lên cảm nhận rằng vật thể này trông "cực kỳ thú vị và kỳ lạ". Duari sau đó đã xác định được vật thể lạ này chính là hành tinh Sao Kim.[4][5][6]

## 2013
- Cư dân của Mogappiar, Chennai đã quan sát thấy năm đốm sáng màu cam sáng di chuyển từ nam lên bắc vào khoảng 8 giờ 55 phút tối ngày 20 tháng 6 và sau đó được đưa tin trên báo địa phương vào ngày 23 tháng 6 cùng năm.[7]
- Vào ngày 4 tháng 8, các binh sĩ của Quân đội Ấn Độ đã quan sát thấy các vật thể bay không xác định trên Khu vực Lagan Kher, Demchock, Ladakh. Cũng có báo cáo rằng quân đội đã quan sát thấy hơn một trăm sự cố khác nhau về các chuyển động của UFO ở các khu vực biên giới của bang Arunachal Pradesh trong bảy tháng trước đó.[8]

## 2014
- Hàng loạt ảnh chụp cảnh hoàng hôn trên khu vực Rajajipuram xứ Lucknow vào ngày 23 tháng 7 nghi là có UFO.[9]
- Một phi công thương mại được cho là thông báo cho phòng Kiểm soát Không lưu Mumbai rằng cô ấy đã phát hiện ra một UFO màu đen và hơi xanh gần Pune trong tuần đầu tiên của tháng 10 ở độ cao khoảng 26.300 feet.[10]
- Một bức ảnh do giới truyền thông công bố cho thấy một UFO "hình móng tay" hiện diện trên bầu trời Kochi ở bang Kerala, miền nam Ấn Độ vào ngày 29 tháng 10 cùng năm.[11]

## 2015
- Ở Gorakhpur, Uttar Pradesh, một người dân địa phương khẳng định đã chụp được ảnh một chiếc UFO to lớn.[12] Tuy vậy, hàng loạt ảnh chụp tương tự từ các nơi khác trên thế giới đều mô tả sự xuất hiện của một UFO tương tự như trong phim Ngày Độc Lập rất có thể "được tạo bằng phần mềm chỉnh sửa kỹ thuật số hoặc thậm chí là ứng dụng điện thoại di động, như một số trên thị trường cho phép UFO được ghép vào ảnh chụp".[13]
- Vào tháng 6, một cậu bé quê quán ở Kanpur, Uttar Pradesh nghi chụp được một chiếc đĩa bay trong điện thoại của cha mình khi đang nhấp vào những bức ảnh chụp đám mây.[14]

## 2021
- Vào tháng Giêng, một số cư dân địa phương quê ở Ludhiana, Punjab tuyên bố rằng họ vừa nhìn thấy một vật thể bay không xác định (UFO) trên bầu trời.[15] Một vụ việc tương tự cũng xảy ra vào tháng 12.[16]